# Ibisfliegen
Die Ibisfliegen (Athericidae) sind eine Familie der Zweiflügler (Diptera) und werden den Fliegen (Brachycera) zugeordnet. Weltweit sind etwa 70 Arten dieser mittelgroßen Fliegen bekannt, davon nur vier Arten der Gattung Atherix in Deutschland.
Die Fliegen dieser Familie sind langbeinig und schlank und zeichnen sich durch einen ausgezogenen Rüssel aus. Sie ernähren sich meist von Insekten, wobei einige Arten auch an Fröschen saugen sollen. Die Tiere sind träge Flieger.
Die Weibchen der Ibisfliegen versammeln sich zur Eiablage in großer Zahl in der Vegetation an Fließgewässern und verkleben dort die Eier mit den Körpern der danach versterbenden eigenen Körper zu einer großen Traube. Die schlüpfenden Larven ernähren sich zu Beginn ihrer Lebenszeit von den Körpern und lassen sich danach in das Wasser fallen. Sie sind grünlich gefärbt und tragen am Hinterleib zwei gefiederte Anhänge, die vielleicht der Atmung dienen. Die Stigmen sind verschlossen. Der Körper ist mit acht Paaren Stummelfüßen ausgestattet, die jeweils zwei Häkchengruppen tragen. Mit diesen Füßchen können sie sich sehr schnell über das Substrat bewegen. Sie jagen kleine Insektenlarven und Würmer, die sie mit einem Gift töten, danach wird der Speichel aus den großen Speicheldrüsen in das Opfer gepumpt, wodurch dieses verdaut wird. Schließlich saugt die Larve den vorverdauten Nahrungsbrei auf.
Die Ibisfliegen wurden 1973 aus der Familie der Schnepfenfliegen ausgegliedert.